# Rouses Point
Rouses Point è un villaggio degli Stati Uniti d'America, situato nello stato di New York, nella contea di Clinton.